# Brian Azzarello

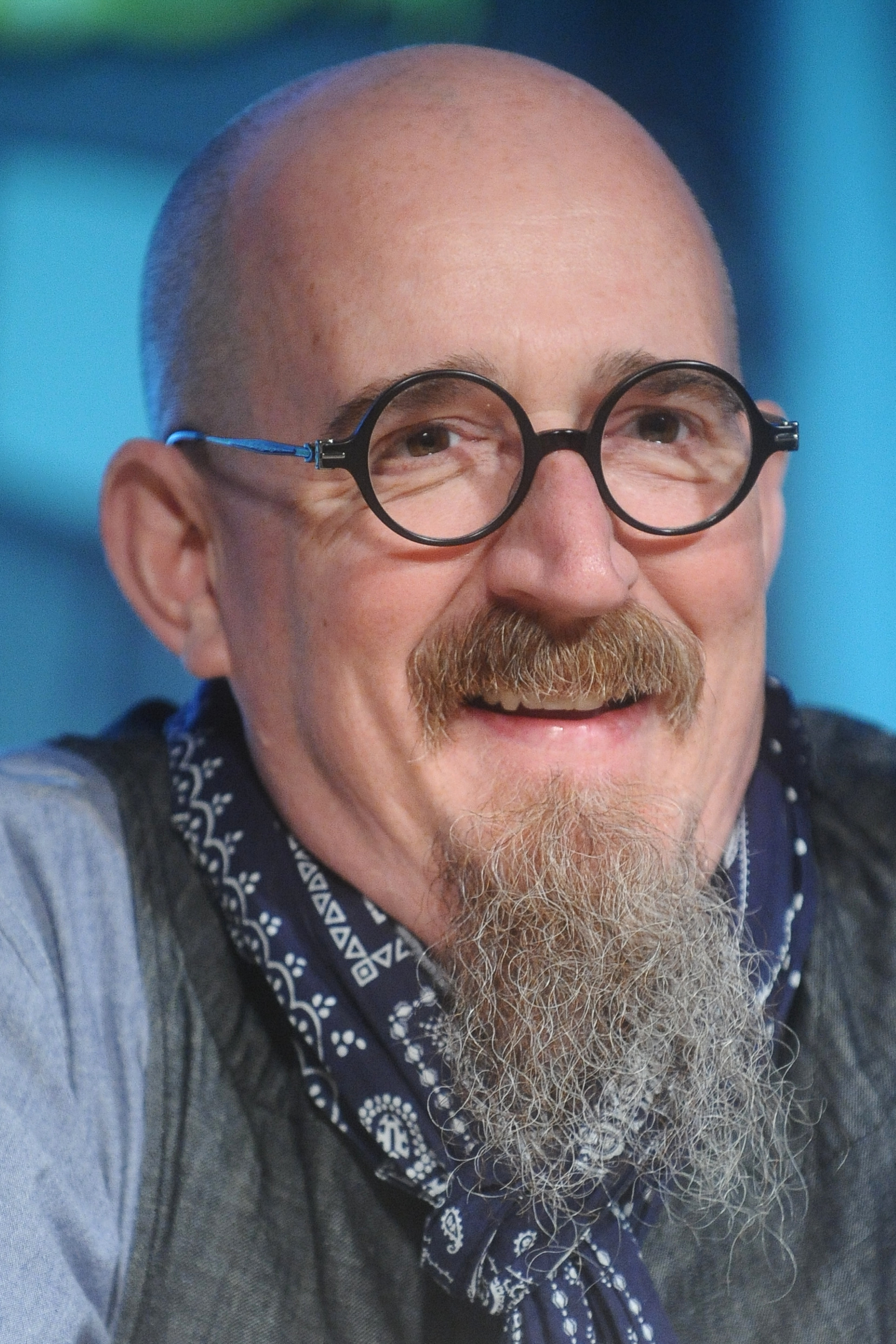
Brian Azzarello (2016)

Brian Azzarello (* 11. August 1962 in Cleveland, Ohio) ist ein US-amerikanischer Comicautor, der unter anderem für die 100-Bullets-Reihe, eine Kurzepisode für Flinch, Episoden für Hellblazer und diverse andere Marvel/DC-Mainstream-Serien schreibt. 100 Bullets gewann 2002 sowohl den Harvey Award als auch den Eisner Award für die beste fortlaufende Serie. 2016 verfasste er das Drehbuch zu Batman: The Killing Joke.

## Werke

### Mitarbeit an Serien
- Hellblazer, #146–174 (Hardtime; London Streets // Bis die Hölle Zufriert) (2000–2002), Vertigo; mit Marcelo Frusin, Richard Corben, Steve Dillon, Guy Davis und Giuseppe Camuncoli
- Spider-Man's Tangled Web, #14 (2002), Marvel Comics; mit Scott Levy (Co-Autor) und Giuseppe Camuncoli (Zeichnungen)
- Startling Stories: Banner (2001), Marvel Comics; mit Richard Corben
- Batman/Deathblow: After the fire (2003), DC Comics; mit Lee Bermejo
- Batman, #620–625 (2003–2004), DC Comics; mit Eduardo Risso
- Superman, #204–215 (2004–2005), DC Comics; mit Jim Lee
- Lex Luthor: Man of Steel, #1–5 (2005), DC Comics; mit Lee Bermejo

### Eigene Serien
- 100 Bullets, #1–100 (seit 1999), Vertigo; mit Eduardo Risso
- Loveless (seit 2005), Vertigo; mit Marcelo Frusin
- Deathblow, #1–9 (2006–2007), Vertigo; mit Carlos D’Anda

### Graphic Novels; Miniserien
- Primer, #1 (1996), Comico; mit Vincent Proce
- Jonny Double (1998); mit Eduardo Risso
- El Diablo (2001); mit Danijel Zezelj
- Cage (2002); mit Richard Corben
- Sgt. Rock: Between Hell and a Hard Place (2003), DC Comics; mit Joe Kubert

### Kurzgeschichten
- Weird War Tales #1 (1997), “Ares”, Vertigo; mit James Romberger
- Gangland, #1 (1998), “Clean House”, Vertigo; mit Tim Bradstreet
- Heartthrobs #2 (1999), “The Other Side of Town”, Vertigo; mit Tim Bradstreet
- Strange Adventures #4 (1999), “Native Tongue”, Vertigo; mit Essad Ribic
- Batman: Gotham Knights #8 (2000), “Batman Black & White”, DC Comics; mit Eduardo Risso
- Vertigo Secret Files: Hellblazer #1 (2000), Vertigo; mit Dave Taylor
- Flinch #2, 10 & 13  (2000) “Food Chain”, “Last Call”, und “The Shaft”, Vertigo; mit Eduardo Risso, Daniel Zezelj & Javier Pulido
- Winter's Edge #3 (2000) “100 Bullets: Silencer Night”, Vertigo; mit Eduardo Risso
- Wildstorm Summer Special (2001), “Zealot: Apple Read”; Wildstorm; mit Brian Stelfreeze
- 9-11 - The World’s Finest Comic Book Writers & Artists Tell Stories to Remember #2 (2002), “America’s Pastime”, DC Comics; mit Eduardo Risso
- JSA All-Stars #6 (2003), (Dr. Mid-Nite), DC Comics; mit Eduardo Risso
- DC Comics Presents: Green Lantern #1 (2004), “Penny for Your Thoughts, Dollar For Your Destiny”, DC Comics; mit Norm Breyfogle
- Solo  #1 & 6 (2005) “Low Card in the Hole” und “Poison”, DC Comics; mit Tim Sale and Jordi Bernet
- Tales of the Unexpected #1–6 (2006–2007), DC Comics; mit Cliff Chiang